# Pomierki
Pomierki – wieś w Polsce położona w województwie warmińsko-mazurskim, w powiecie iławskim, w gminie Lubawa.
Na przełomie XVI i XVII wieku należały do dóbr stołowych biskupów chełmińskich. 
W okresie międzywojennym w 1921 roku stacjonowała tu placówka 13 batalionu celnego, następnie placówka Straży Celnej „Pomierki”. a potem placówka Straży Granicznej I linii „Pomierki”.
W latach 1975–1998 miejscowość administracyjnie należała do województwa olsztyńskiego.